# Vissersmonument Moddergat

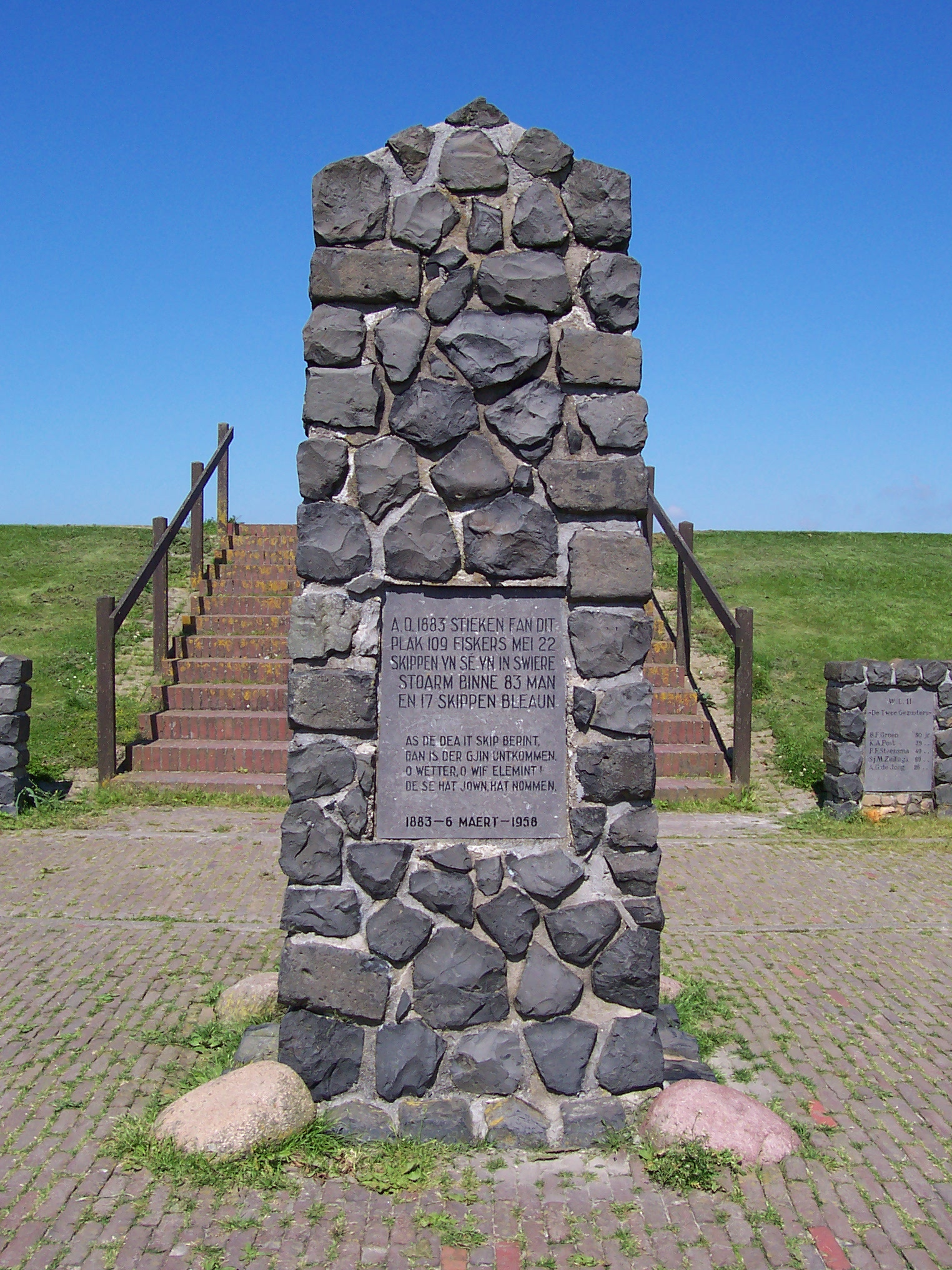
Centraal staand gedenkteken

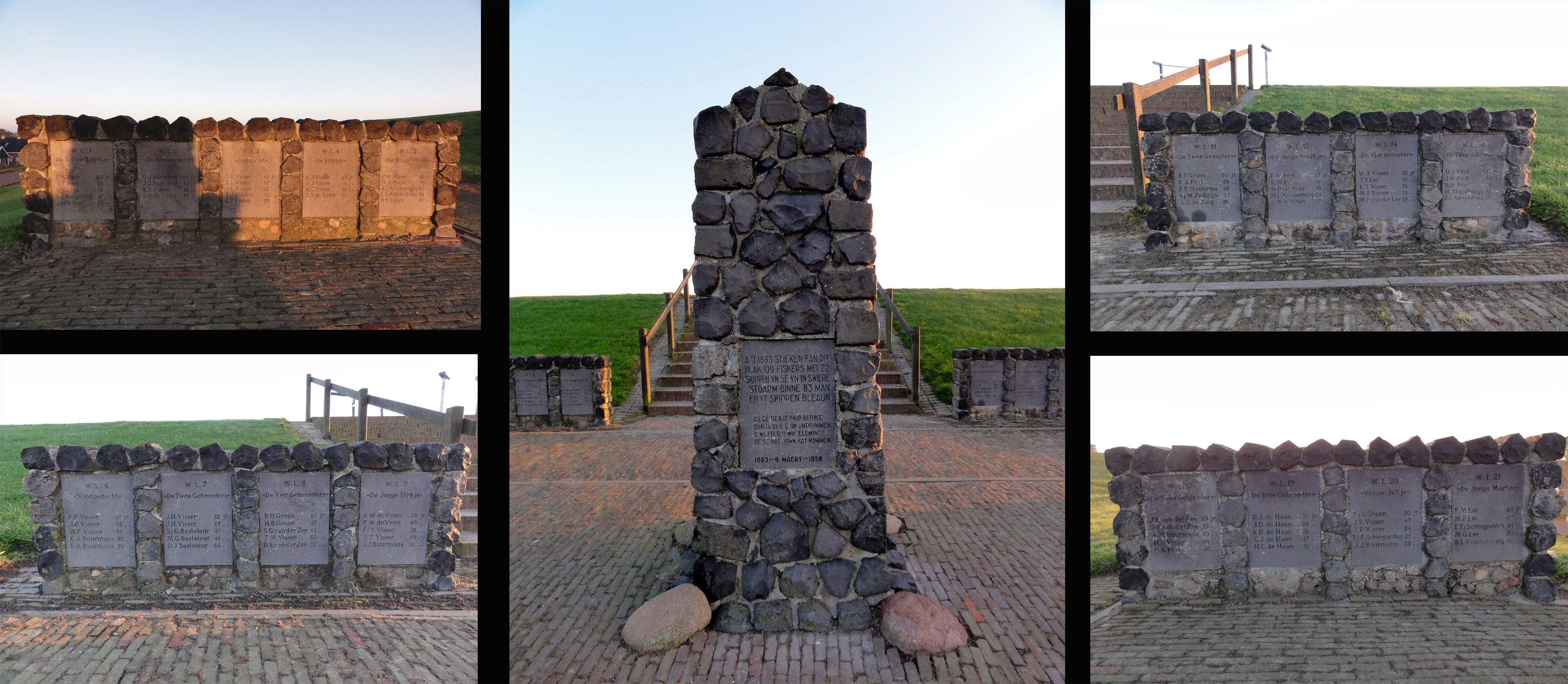
Het monument toont ook de namen van vergane schepen en omgekomen vissers

Het Vissersmonument Moddergat is een uit basaltblokken opgetrokken gemetseld monument op de zeedijk bij Moddergat ter gedachtenis aan de ramp die plaatsvond in de nacht van 5 op 6 maart 1883, toen de vissersvloot van het tweelingdorp tijdens een zware storm verging.
Het gedenkteken werd ontworpen door Roelof IJbema, de toenmalige directeur gemeentewerken van Westdongeradeel en op 6 maart 1958 door de Friese commissaris van de Koningin mr. H.P. Linthorst Homan onthuld. Bij de onthulling geselden stormvlagen en hagelbuien de menigte en was de lucht boven zee grijs en bars. De tekst op de steen is samengesteld door de Friese dichter Douwe Tamminga.
| Tekst monument | Vertaling |
| --- | --- |
| A.D. 1883 stieken fan dit plak 109 fiskers mei 22 skippen yn sé. Yn in swiere stoarm binne 83 man en 17 skippen bleaun. As de dea it skip berint, Dan is der gjin ûntkommen. O wetter, o wif elemint! De sé hat jown, hat nommen. 1883 - 6 maert – 1958 | A.D. 1883 kozen van deze plek 109 vissers met 22 schepen de zee. In een zware storm zijn 83 man en 17 schepen gebleven. Als de dood het schip betreedt, Dan is er geen ontkomen. O water, o onzeker element! De zee heeft gegeven, heeft genomen. 1883 - 6 maart – 1958 |